# Paz Boïra
 (décembre 2018).
Paz Boïra est une dessinatrice et autrice de bande dessinée née en 1972 à Valence en Espagne. Elle vit à Valence, après avoir vécu quelques années en Belgique, France et Allemagne. 

## Biographie
Elle a suivi ses études à Bruxelles dans la section bande dessinée de l'École supérieure des Arts Saint-Luc (Bruxelles) dont elle sort diplômée en 1996, après avoir étudié de 1991 à 1992 à l'École nationale supérieure des arts visuels de La Cambre (Bruxelles) et en 1990-1991 à l'École des Beaux-Arts San Carlos de Valence.

## Œuvres
- Encore un exemple où la vie est comme ça, Frémok, Coll. Amphigouri, 56 pages, noir & blanc, 2004,  (ISBN 2-93020402-8)
- Ces leurres et autres nourritures  Frémok, 2008
- Les animaux de distance, Frémok, Coll. Amphigouri, 2014

Participations
- Dans le tourbillon, de José Antonio Labordeta Attila, 2011
- Comix 2000. Ed.L'Association
- Pommes d'amour - 7 Love Stories, Delcourt, Mirages.